# Thời gian (album của Microwave)
Thời gian là album phòng thu thứ hai của ban nhạc rock người Việt Nam Microwave, được phát hành vào ngày 13 tháng 9 năm 2009.

## Thu âm
Album được thu tại phòng thu âm của hãng Music Face, do nhạc sĩ Đức trí sáng lập, cũng là nơi Ngọc Lĩnh làm kỹ thuật viên thu âm. Để chọn ra 9 bài đưa vào album, ban nhạc đã thực hiện gần 20 bài.

## Phát hành và đón nhận
Tháng 8 năm 2008, Microwave tung ra đĩa đơn "Chỉ là giấc mơ". Ban đầu, Microwave thông báo phát hành album thứ hai mang tên Thời gian vào ngày 9 tháng 9 năm 2009, song dời lịch sang ngày 13 tháng 9 năm 2009. Album được ra mắt tại quàn cà phê Acoustic Bar, quận 3, thành phố Hồ Chí Minh. Ngày 16 tháng 4 năm 2010, ban nhạc một lần nữa thể hiện các ca khúc trích từ album tại Acoustic Bar, bên cạnh các nghệ sĩ Hà Anh Tuấn và nhóm I-Tễu.
So với album đầu tay mang đậm chất nu metal thì ở album thứ hai, Microwave đã chọn modern rock để tự do thể hiện cái tôi trong âm nhạc, thoát khỏi ảnh hưởng của Linkin Park. Theo cây viết Hoàng Lân của báo Hà Nội Mới, đây là cách để nhóm "tự do thể hiện cái tôi trong âm nhạc. Microwave muốn hướng người nghe chú tâm vào giai điệu, vốn hay bị quên lãng trong các ca khúc rock Việt. Ý đồ đó được thể hiện rõ nét qua những lời hát chan chứa tình cảm ẩn trong giai điệu mềm mại của 'Chỉ là giấc mơ', 'Người mẹ'... Nhưng khi cần, Microwave vẫn thêm vào những đoạn riff tràn đầy sinh lực trong 'Chuyến xe đêm', 'Liar'..."

## Giải thưởng
Sau khi phát hành Thời gian, Microwave trở thành nghệ sĩ đầu tiên có 2 ca khúc tham gia chương trình Bài hát Việt do VTV3 tổ chức với "Chỉ là giấc mơ" và "Hạt cát" vào tháng 10 năm 2009. "Chỉ là giấc mơ" đã đoạt giải bài hát được yêu thích nhất do khán giả bình chọn còn "Bâng Khuâng" nhận giải bài hát của tháng do hội đồng nghệ thuật bình chọn. Album Thời gian đã đoạt giải Album Vàng tháng 1 năm 2010 do hội đồng nghệ thuật bình chọn.
| Năm  | Giải thưởng     | Các đề cử        | Hạng mục                             | Kết quả   | Nguồn               |
| ---- | --------------- | ---------------- | ------------------------------------ | --------- | ------------------- |
| 2009 | Bài hát Việt    | "Chỉ là giấc mơ" | Bài hát được yêu thích nhất tháng 10 | Đoạt giải | [ 15 ]              |
| 2009 | Bài hát Việt    | "Bâng khuâng"    | Bài hát hay nhất tháng 10            | Đoạt giải | [ 15 ]              |
| 2010 | Album Vàng 2010 | Thời gian        | Album hay nhất tháng 1               | Đoạt giải | [ 9 ] [ 16 ] [ 17 ] |

## Danh sách bài hát
Tất cả lời bài hát được viết bởi Microwave; tất cả nhạc phẩm được soạn bởi Microwave.
| Thời gian | Thời gian              | Thời gian  |
| STT       | Nhan đề                | Thời lượng |
| --------- | ---------------------- | ---------- |
| 1.        | "Intro"                | 00:16      |
| 2.        | "Bay"                  | 3:40       |
| 3.        | "Cô đơn"               | 4:22       |
| 4.        | "Chỉ là giấc mơ"       | 4:58       |
| 5.        | "Liar"                 | 4:14       |
| 6.        | "Hạt cát"              | 3:55       |
| 7.        | "Người mẹ"             | 4:53       |
| 8.        | "Untitled (Không tên)" | 4:02       |
| 9.        | "Chuyến xe đêm"        | 4:22       |
| 10.       | "Thời Gian"            | 3:37       |